# آدئویلدو د مارکی
آدئویلدو د مارکی (به ایتالیایی: Adevildo De Marchi) بازیکن فوتبال و اهل ایتالیا است که از سال ۱۹۲۰ میلادی عضو تیم ملی فوتبال ایتالیا بوده و در ۱ بازی ملی حضور داشته‌است. او در بازی‌های ملی‌اش گلی به ثمر نرساند.
آدئویلدو ده مارکی آخرین بازی ملی خود را در سال ۱۹۲۰ میلادی انجام داد.